# East Hodgkinson River
East Hodgkinson River är ett vattendrag i Australien. Det ligger i delstaten Queensland, omkring 1 400 kilometer nordväst om delstatshuvudstaden Brisbane.
Omgivningarna runt East Hodgkinson River är huvudsakligen savann. Trakten runt East Hodgkinson River är nära nog obefolkad, med mindre än två invånare per kvadratkilometer. Genomsnittlig årsnederbörd är 1 434 millimeter. Den regnigaste månaden är mars, med i genomsnitt 341 mm nederbörd, och den torraste är september, med 14 mm nederbörd.